# Jean de Barbançon (évêque)
Jean de Barbançon (mort après 1563) est un ecclésiastique qui fut  évêque de Pamiers  de 1550 à 1555.

## Biographie
Jean de Barbançon est le fils de Michel de Barbançon, seigneur de Cany, et de Péronne de Pisseleu, dame de Varrenes et sœur de la duchesse d’Estampes. Il est commendataire de l'abbaye Saint-Martin de Laon de 1549 à 1554 et abbé commendataire de l'abbaye Saint-Eloi de Noyon de 1549 à 1555. Il devient évêque de Pamiers en 1550 mais il n'est reconnu comme tel par le roi Henri II de France qu'en 1551, lorsque le souverain l'engage à se rendre dans son diocèse et à y mener la lutte contre la réforme protestante.
Toutefois, Jean de Barbançon, comme son métropolitain Odet de Coligny, l'archevêque de Toulouse, adhère au calvinisme et il est parmi les prélats suspectés d'hérésie qui sont cités à comparaître à Rome par le pape Pie IV en 1563. À cette date, il avait déjà renoncé à sa commende et à son siège épiscopal contre une pension qui ne lui sera jamais versée par son successeur Robert de Pellevé, désigné comme évêque de Pamiers dès le 15 décembre 1553.